# Satoshi Ishii
Satoshi Ishii (Ibaraki, 19 december 1986) is een voormalig Japans judoka. Ishii won tijdens de Olympische Zomerspelen 2008 de gouden medaille in het zwaargewicht. Ishii won tweemaal het Japans kampioenschap judo.

## Resultaten
- Aziatische Spelen 2006 in Doha  in het halfzwaargewicht
- Olympische Zomerspelen 2008 in Peking  in het zwaargewicht

1964: Isao Inokuma ·
1972: Wim Ruska ·
1976: Serhei Novikov ·
1980: Angelo Parisi ·
1984: Hitoshi Saito ·
1988: Hitoshi Saito ·
1992: Davit Chachaleisjvili ·
1996: David Douillet ·
2000: David Douillet ·
2004: Keiji Suzuki ·
2008: Satoshi Ishii · 
2012: Teddy Riner · 
2016: Teddy Riner · 
2020: Lukáš Krpálek · 
2024: Teddy Riner
- Bibliotheek van het Japanse parlement: 01146326
- Virtual International Authority File: 260944886